# Silje Jørgensen
Silje Jørgensen (* 5. Mai 1977 in Kristiansand) ist eine ehemalige norwegische Fußballspielerin, die im Jahr 2000 Olympiasiegerin mit ihrer Mannschaft wurde.

## Karriere

### Vereine
Jørgensen spielte im Seniorinnenbereich einzig für den in der Kommune Klepp in der Provinz Rogaland ansässigen Klepp IL, von 1997 bis 1999 zunächst in der Eliteserie, der unter diesem Namen seinerzeit höchsten Spielklasse im norwegischen Frauenfußball, von 2000 bis 2001 in der Toppserie. Ihr Debüt erfolgte am 27. April 1997 beim 1:1-Unentschieden im Heimspiel gegen Bøler IF, gegen den Verein sie auch am 23. Juli 1997 beim 3:1-Sieg im Rückspiel mit dem Treffer zum 2:1 in der 30. Minute ihr erstes Ligator erzielte. Nach ihrer Premierensaison, in der sie zwei Tore in neun Punktspielen erzielte, folgten vier weitere Spielzeiten mit einer jeweils zweistelligen Anzahl an Punktspielen, in denen sie jeweils mindestens drei Tore erzielte (1998 = 17/3, 1999 = 18/9, 2000 = 17/4, 2001 = 17/3).

### Nationalmannschaft
Als Nationalspielerin für den NFF kam sie in der U20-Nationalmannschaft das erste Mal am 28. Juli 1996 in Byske beim 1:1 im Freundschaftsspiel gegen die U20-Nationalmannschaft Islands von Beginn an zum Einsatz. Vier weitere Freundschaftsspiele folgten am 1. und 3. August (5:0 vs. Finnland, 1:0 vs. Dänemark) sowie am 2. und 3. November (0:2 vs. Schweden, 1:3 vs. Italien).
Vor den letzten beiden Länderspielen in der Altersklasse U20 debütierte sie bereits am 31. August 1996 in der A-Nationalmannschaft. In Levice wurde sie im letzten Spiel der EM-Qualifikationsgruppe 1 beim 4:0-Sieg über die Nationalmannschaft der Slowakei eingesetzt und erzielte 16 Minuten nach ihrer Einwechslung für Unni Lehn mit dem Treffer zum Endstand in der 73. Minute ihr erstes A-Länderspieltor. Ihr zweites A-Länderspiel – zugleich ihr einziges im Spieljahr 1997 – wurde am 16. Februar in Sundsvall mit einem 2:0-Sieg im Freundschaftsspiel gegen die Nationalmannschaft Schwedens beendet. In den folgenden Spieljahren war die Anzahl ihrer A-Länderspieleinsätze stets zweistellig (1998 = 11/0, 1999 = 13/1, 2000 = 16/0). Sie nahm mit ihrer Mannschaft am Vier-Nationen-Turnier 1998 in Guangzhou teil und wurde in allen drei Spielen eingesetzt. Ferner nahm sie mit ihrer Mannschaft dreimal am Turnier um den Algarve-Cup teil, in denen sie insgesamt zehnmal eingesetzt wurde, so auch im Finale am 21. März 1998, das mit 4:1 über die Nationalmannschaft Dänemarks in Loulé gewonnen wurde. In den Vereinigten Staaten kam sie im Rahmen der Goodwill Games in Hempstead im Stadion der Hofstra University auf Long Island am 25. Juli im Spiel gegen die Nationalmannschaft Chinas bei der 2:4-Niederlage im Elfmeterschießen und am 27. Juli im Spiel um Platz 3 gegen die Nationalmannschaft Dänemarks zum Einsatz, das am 27. Juli 1998 erst mit 4:2 im Elfmeterschießen gewonnen wurde.
Sie bestritt ferner fünf EM- und zwei WM-Qualifikationsspiele und kam bei der Weltmeisterschaft 1999 in allen sechs möglichen Turnierspielen zum Einsatz. Im abschließenden Spiel um Platz 3 war sie mit ihrer Mannschaft am 10. Juli der Nationalmannschaft Brasiliens mit 4:5 unterlegen – wenn auch erst im Elfmeterschießen.
Im Turnier anlässlich des 100-jährigen Bestehens des DFB wurde sie in zwei Spielen eingesetzt (0:1 vs. USA am 16. Juli, 4:1 vs. Deutschland am 19. Juli 2000). Bis dahin hatte sie auch sechs weitere in Freundschaft ausgetragene Länderspiele bestritten.
Ihr letztes Turnier, an dem sie mit ihrer Mannschaft teilnahm, war das olympische Fußballturnier 2000, in dem sie das zweite und dritte Spiel der Gruppe F, das mit 1:0 gewonnene Halbfinale gegen die Nationalmannschaft Deutschlands bestritt sowie das mit 3:2 nach Golden Goal erfolgreiche Finale gegen die US-amerikanische Nationalmannschaft.

## Erfolge
Nationalmannschaft
- Vierter Weltmeisterschaft 1999
- Olympiasieger 2000
- Algarve-Cup-Sieger 1998, -Finalist 2000

Klepp IL
- Norwegischer Pokal-Finalist 1997